# Papež Janez XXI.
Papež Janez XXI., rojen kot Pedro Julião (Petrus Juliani, Petrus Hispanus); je bil rimski škof (papež) Rimskokatoliške cerkve, * okrog 1215 Lizbona (Portugalska); † 20. maj 1277 Viterbo (Papeška država, Sveto rimsko cesarstvo).

## Življenjepis
Na pogrebu  Hadrijana V. se je zbralo le osem kardinalov. Viterbski meščani so jih takoj nato zaprli v konklave; nič ni pomagalo, da so kardinali temu ugovarjali, saj je papež Hadrijan V. še uspel olajšati prestroge določbe glede papeških volitev, ki jih je postavil drugi lyonski koncil. Peter Juliani, tuskulanski kardinal-škof, ki so ga 8. septembra 1276 izvolili za papeža, se je imenoval najprej Janez XV., pa Janez XX., vendar ga zgodovina pozna zdaj kot Janeza XXI. 
Rodil se je kot Peter Juliani (portugalsko: Pedro Julião, italijansko: Pietro Giuliano) v Lizboni; imenujejo ga tudi Peter Portugalec oziroma Peter Španec (Petrus Portugalus, Petrus Hispanus) in je bil doslej edini papež Portugalec. Viri si niso enotni, ali gre vedno pri tem velikem znanstveniku in priznanem zdravniku za isto osebo kot je papež Janez XXI. Študiral je medicino v Salernu in obiskoval pariško univerzo Sorbono, kjer je bil njegov profesor tudi Albert Veliki in končal vse glavne stroke: filozofijo, teologijo, fiziko in metafiziko. Tam je dosegel naslov »magister« ter postal predavatelj. Zaslovel je kot odličen filozof in teolog. 1247 so ga povabili za profesorja medicine v Sieno, kjer je napisal znamenit priročnik logike  "Summulæ logicales", ki so ga uporabljali skozi tri stoletja v šolah in je bil preveden v več jezikov, tudi v grščino. Postal je tudi osebni zdravnik Gregorja X.. Takrat je napisal medicinski priročnik "Thesaurus pauperum", v katerem opisuje zdravila za vsak del telesa in je po tem delu na široko zaslovel.

Ohranjenih je več njegovih teoloških in medicinskih spisov. 1273 je bil imenovan za nadškofa v Bragi in še isto leto za kardinala-škofa v Tuskulu (=Frascati). Po izvolitvi je vse storil za mir med krščanskimi vladarji in je takoj vzpostavil stike tudi s carigrajsko Cerkvijo. Ob navzočnosti njegovih poslancev je cesar Mihael VIII. na sinodi 1277 v Carigradu sprejel rimskokatoliško veroizpoved in priznal papeško prvenstvo, kakor je bilo dogovorjeno na drugem lyonskem koncilu. Poudarili so, da lahko pravoslavni ohranijo svoje obrede – vendar je njegova zgodnja smrt preprečila uresničenje teh in drugih velikopoteznih načrtov.

## Smrt in spomin
Velikopotezne načrte: vsestranski mirovni sporazumi med krščanskimi vladarji, zedinjenje vzhodnih kristjanov z Rimom, kakor tudi novo križarsko vojno – je prekrižala zgodnja in nenadna smrt. Janez XXI. je umrl že 20. maja 1277 za posledicami ran, ki jih je povzročil strop, ki je nanj padel nekaj dni poprej 14. maja - v njegovi papeški palači v Viterbu. Tam si je namreč pripravil delavnico, da bi lahko v njej mirno opravljal svoje znanstvene raziskave.
Ljudsko izročilo ga je imelo zaradi njegovega vsestranskega znanja – zlasti medicine – za čarovnika. Po legendi naj bi nad njegovo delovno sobo hudič razbil z velikanskim kladivom strop, da se je podrl nanj. Ker je ukazal, naj škof Štefan Tempier 1277 razišče učenje na pariški univerzi, kamor so se prikradle averoistične ideje, je to prizadelo zlasti dominikance, ki so tam poučevali. Zato so gledali v njegovi strašni smrti Božjo kazen. Iz njegovih spisov pa tega ni mogoče sklepati - saj iz njih odseva veliko spoštovanje do menihov, ki jim je večkrat podelil tudi razne privilegije.